# ÖBB 2020
Die Reihe 2020 der Österreichischen Bundesbahnen (ÖBB) umfasste nur eine vierachsige Diesellokomotive, die von Simmering-Graz-Pauker gebaut wurde. Sie war von 1960 bis 1980 hauptsächlich auf nicht elektrifizierten Strecken im Einsatz und wurde 1980 ausgemustert.

## Geschichte

### 2020.01 (1927)
Bereits 1927 wurde eine Lokomotive mit der Bezeichnung 2020.01 von der Grazer Waggonfabrik und AEG gebaut und bei den damaligen Österreichischen Bundesbahnen in Betrieb gesetzt. Mit einer Leistung von 148 kW und einer Höchstgeschwindigkeit von nur 45 km/h war sie für Nebenstrecken bestimmt. Wegen ihrer großen Masse von 39 t war sie dreiachsig ausgeführt, es wurden aber nur die Endachsen von je einem Elektromotor angetrieben. Ein Sechszylinder-Reihenmotor trieb einen Generator an, der die elektrische Energie für die Fahrmotoren lieferte. Aufgrund der hohen Störungsanfälligkeit stand sie nur bis 1935 im Einsatz. Danach wurde die Lok nur mehr als Ersatzteilspender für die vom Antrieb her fast idente schmalspurige 2070.01/s (spätere ÖBB 2093.01) verwendet.

### Dieselelektrischer Vorgänger
Als die ärgsten Kriegsschäden Anfang der 1950er Jahre beseitigt waren, begann man, neben der Elektrifizierung auch an die Verdieselung zu denken. Außer den Schnelltriebwagen „Blauer Blitz“, ÖBB Reihe 5045, wurden 1952 auch die ersten Streckendiesellokomotiven der Reihe 2045 von Simmering-Graz-Pauker (SGP) geliefert, die im Gegensatz zu den Triebwagen elektrische Kraftübertragung hatten. Sie besaßen ein Mittelführerhaus, davor und dahinter je ein Motor-Generator-Aggregat, das – mit dem Kühler, dem Brennstofftank und der Haube zusammengebaut – jeweils eine abnehmbare Einheit bildete. Ein Generator lieferte den Strom für je zwei Fahrmotoren, die im darunter liegenden Drehgestell angeordnet waren. Die Dieselmotoren waren – wie auch beim Schnelltriebwagen – von SGP (Typ S12a, ein 12-Zylinder-V-Motor mit Aufladung) und hatten eine maximale Leistung von je 370 kW (zusammen 740 kW). Mit einer Höchstgeschwindigkeit von 90 km/h konnte sie das Leistungsprogramm der Dampflokomotiven 35 und 77 – Personen- und leichtere Eilzüge – bewältigen, durch ihre höhere Reibungsmasse von 70 t gegenüber zirka 45 t der genannten Dampfloks und der dadurch höheren Zugkraft eignete sie sich aber ebenso für Güterzüge. War sie anfangs auf der Südbahn eingesetzt, waren die Pyhrnbahn und die Pustertalbahn lange Jahre die Domäne dieser Baureihe.

### Dieselhydraulisches Projekt
Unter dem Druck der ausländischen Konkurrenz (1958 hatten die ÖBB Henschel-General-Motors-Lokomotiven Reihe 2050 in Betrieb gesetzt) und ermutigt durch die Erfolge mit hydraulischer Kraftübertragung bei Lokomotiven großer Leistung bei der Deutschen Bundesbahn entwarf das SGP-Werk »Lokomotivfabrik Floridsdorf« eine dieselhydraulische Streckenlokomotive mit Achsfolge B’B’ ähnlicher Konzeption wie die DB-Baureihe V 200.0. Das Projekt mit der Reihenbezeichnung 2055 sah eine Kastenform mit Stirnwandführerständen vor. Als Maschinenanlage waren zwei SGP-Dieselmotoren vorgesehen, die über hydraulische Turbogetriebe, Gelenkwellen und Achsgetriebe je ein Drehgestell antrieben. Die Motoren standen jeweils über den Drehgestellen, die Turbogetriebe innerhalb der Drehgestelle zur Lokmitte zu, wo ein Dampfkessel für die Zugheizung untergebracht werden sollte. Die Motorleistung sollte 2 × 625 kW = 1250 kW betragen, die Höchstgeschwindigkeit 100 km/h und die Dienstmasse 76 t. Das bedeutet 17 % mehr Leistung gegenüber der Reihe 2050 bei praktisch gleicher Masse, womit also ein wesentlich günstigeres Leistungsgewicht erzielt worden wäre. Das Projekt mit der Reihenbezeichnung 2055 wurde jedoch nicht umgesetzt, weil die ÖBB Maschinen suchten, die auch auf Nebenbahnen mit nur 16 t Radsatzlast eingesetzt werden konnten.
Im Zuge der Planungsarbeiten konnte aber dank dem Fortschritt im Motorenbau die Leistung auf 2 × 810 kW = 1620 kW erhöht werden. Tatsächlich wurde 1960 eine Prototyp-Lokomotive wegen der erhöhten Leistung mit der ÖBB-Betriebsnummer 2020.01 ausgeliefert.

## Technische Beschreibung des Fahrzeugteiles
Wie auch das Ursprungsprojekt hatte die 2020.01 einen Wagenkasten in Schweißkonstruktion, der mit dem ebenfalls geschweißten Hauptrahmen eine Einheit bildete. An jedem Ende befand sich ein Führerstand, dessen Fußboden ziemlich hoch lag. Mit zwei Stirnfenstern, zwei Eckfenstern und je Seite einem langen zweiteiligen Seitenfenster, dessen einer Teil zum Öffnen waagrecht verschiebbar war, war die Streckensicht optimal. Nachteilig hingegen wirkte sich die etwa 1,35 m hohe Führerstandstür unterhalb der Seitenfenster aus. Außerdem mussten im Führerhausinneren Stufen angeordnet werden, um die hochgelegenen Plätze für die Lokmannschaft zu erreichen. Das Führerpult selbst wurde übersichtlich gestaltet. Es bestand aus dem geneigt eingebauten Fahrschalter mit Handrad für die Drehzahlstufen, Fahrtwendung und Motorschalteinrichtungen, davor einem stark geneigten Instrumentenpult mit den wesentlichsten Instrumenten – Geschwindigkeitsmesser, Bremsmanometer sowie Kühlwassertemperatur- und Drehzahlanzeigen für die Dieselmotoren. Rechts vom Fahrschalter befanden sich die beiden Führerbremsventile – eines für die durchgehende Druckluftbremse (für Lokomotive und Wagenzug), das zweite für die Zusatzbremse (Lokomotive alleine) – sowie der Hebel für die Signalpfeife. Linker Hand, um vom Lokführersessel leicht erreichbar zu sein, war schräg das Schaltpult für Beleuchtung und Hilfsbetriebe angeordnet. Zwischen den beiden Führerständen befand sich der Maschinenraum mit einem rechtsseitigen Durchgang. Unmittelbar hinter jedem Führerstand war ein Dieselmotor untergebracht, der mit einer Gelenkwelle das unmittelbar daran anschließende, in die Lokbrücke versenkt eingebaute Turbogetriebe antrieb. Jeweils über dem Turbogetriebe war der Kühler eingebaut. In der Mitte des Maschinenraumes war ursprünglich ein Dampfkessel für die Zugheizung aufgestellt, neben den Maschinenanlagen waren die Kompressoren und Hilfsbetriebe untergebracht und in der Lokbrücke – mit Blechen abgedeckt – die Luftbehälter, die Brennstoffbehälter sowie Ölkühler. Das Dach war über dem ganzen Maschinenraum abnehmbar, sodass die Aggregate nach oben aus- und eingebaut werden konnten.
Das Fahrwerk bestand aus zwei Drehgestellen mit je zwei angetriebenen Achsen. In der Mitte der Achsen saßen jeweils die Achsgetriebe, die von Gelenkwellen her angetrieben wurden. Das Getriebe der zum Lokende hin gelegenen Achse wurde vom Turbogetriebe her angetrieben und trieb über eine Kegelradstufe einerseits die Achse und von einem weiteren Abtrieb her die Gelenkwelle zur inneren Achse hin, die ihrerseits auch durch ein Kegelradgetriebe angetrieben wurde. Diese Anordnung mit zwei übereinanderliegenden Gelenkwellen bedingte eine eigenartige Konstruktion des Drehgestelles. Die Wiege war – im Gegensatz zu den üblichen Konstruktionen – nicht am Drehgestell geführt und gegenüber dem Fahrzeugkasten beweglich, sondern mit Lenkern zur Lokmitte hin an Konsolen des Kastens befestigt. Die Sekundärfederung – eine Blattfeder je Lokseite – lag oberhalb der Wiege und ist mit Wiegenpendel an jedem Ende der Feder in Konsolen des Lokkastens eingehängt. Wegen zu harter Federung wurden später Gummischeiben am unteren Ende der Wiegenpendel zwischen Federteller beigelegt und so der Blattfeder vorgeschaltet. Die Gleitflächen, an denen das Lokgewicht vom Lokkasten auf das Drehgestell übertragen wurde, obwohl dieses ausdrehen kann – lagen bei der 2020 also zwischen Wiege und Drehgestellrahmen an der Wiegenunterseite. Ein weiteres Kuriosum des Drehgestelles war die Anordnung des Drehzapfens. Da der Raum in Drehgestellmitte, wo üblicherweise der Drehzapfen vom Lokkasten in seine Lagerung in der Wiege des Drehgestells hineinragt, von der Gelenkwelle zum äußeren Achsgetriebe eingenommen wurde und andererseits eine Anordnung des Drehzapfens von unten mit einem am Lokkasten angebrachten Andreaskreu, ähnlich der Reihe 1010 wegen der die beiden Achsgetriebe verbindenden Gelenkwelle auch nicht möglich war, musste ein anderer Weg beschritten werden. Der mittlere Querträger im Drehgestell wurde als rechteckiger Hohlkasten ausgebildet, in seiner Mitte je eine Lagerung für den Drehzapfen im Ober- und im Untergurt. Die Wiege, in ihrer Mitte ebenfalls mit einer Bohrung für den Zapfen versehen, wurde durch den Hohlträger hindurchgefädelt und anschließend der Bolzen eingebracht. Als Achslager wurden Pendelrollenlager verwendet, und das Achslagergehäuse war als Lenker ausgebildet, der mit einem Ende am Drehgestellrahmen angelenkt war. Die äußeren Enden der Achslagergehäuse einer Achse waren mit einer Querstange verbunden, die ihrerseits mit einem langen Lenker am äußeren Querträger des Drehgestellrahmens die Quersteifigkeit bewirkten. Die Achsfederung wurde von einer unterhalb der Achslager gelegenen Blattfeder gebildet, die sich mit durch die Lenkerschenkel des Achslagergehäuses gefädelten Druckstücken gegen die Längsholme des Drehgestellrahmens abstützte.
Als Bremseinrichtung war eine mechanische Klotzbremse vorgesehen. Von jedem Führerstand wirkte eine Handbremse auf eine Achse des direkt darunter liegenden Drehgestells. Im Übrigen wurde die Bremse über vier Bremszylinder je Drehgestell durch die Druckluftbremse Bauart Oerlikon pneumatisch betätigt. Die Zylinder wurden entweder direkt über das Zusatzbremsventil oder bei Betätigung der durchgehenden automatischen Bremse mit Druckluft beaufschlagt. Ein Nachbremsventil bewirkte das Ansprechen der durchgehenden automatischen Druckluftbremse erst bei einer beträchtlichen Druckabsenkung in der Hauptluftleitung, sodass bei Betriebsbremsungen in erster Linie der Wagenzug alleine bremste. Mit dieser bei österreichischen Lokomotiven üblichen Einrichtung sollte der Radreifenverschleiß erringert werden.

### Technische Beschreibung des maschinellen Teiles
Jede der beiden Maschinenanlagen bestand aus einem aufgeladenen Vorkammerdieselmotor von SGP, Type T12b, mit 12 Zylindern in V-Anordnung. Mit 225 bis 250 g/kWh je nach Belastung lag der spezifische Kraftstoffverbrauch sehr günstig.
- Eine Voith-Zweiwandlerturbogetriebe Typ L 28/111/4, ähnlich dem Turbogetriebe der Reihe 2067, das Wendegetriebe für Vor- und Rückwärtsfahrt stammte von SGP und ist am Turbogetriebe angebaut.
- Eine Behr-Kühlanlage. Die Luft wurde durch mit Rippen versehene Kühlerelemente vom Maschinenraum angesaugt und mit Ventilatoren durch das Dach ausgeblasen. Sowohl der Lüfterantrieb als auch die Betätigung der Jalousien – im Dach wie auch seitlich im Maschinenraum – erfolgten von Thermostaten gesteuert und mit Hydrauliköl angetrieben.
- Ein Kompressor von SGP mit 6 Zylindern in V-Anordnung, ebenfalls mit hydrostatischem Antrieb.

### Technische Beschreibung der Steuerung und der Sicherheitseinrichtungen
Eine elektropneumatische Steuerung sorgte für die Vorgabe des Sollwertes der Drehzahl für den am Motor aufgebauten Woodward-Drehzahlregler in 15 Fahrstufen sowie für die Betätigung der Fahrtwendung. Um die Lokomotive einmännig besetzen zu können, war eine Impulssifa – BBC-Wegsicherheitsfahrschaltung kombiniert mit Sifa-Relais für Zeitimpuls – eingebaut.

## Einsatz
Nach Inbetriebnahme und Erprobung wurde die 2020.01, die zunächst Eigentum der SGP blieb, zahlreichen Interessenten im In- und Ausland vorgeführt. Ihr Haupteinsatz war zunächst die Südbahnstrecke, wo sie unter anderem auch in Langläufen vor dem D580/581 (Wien – Rom) zwischen Wien Süd und Tarvisio C. eingesetzt wurde, obwohl die Abschnitte Wien Süd – Mürzzuschlag und Sankt Veit an der Glan – Tarvisio Centrale bereits elektrifiziert waren. Über den Semmering war bei größerer Zugmasse auch häufig eine Elektrolokomotive als Vorspann beigegeben.
Die Bulgarischen Staatsbahnen (BDZ) bestellten bei SGP 50 Lokomotiven der gleichen Bauart. Lediglich andere Turbogetriebe – ebenfalls mit zwei Wandlern, jedoch mit einer zusätzlichen hydraulischen Kupplung zur Wirkungsgradverbesserung im hohen Geschwindigkeitsbereich – wurden eingebaut. Sie wurden ab 1962 ausgeliefert und erhielten bei der BDZ die Reihenbezeichnung BDŽ-Baureihe 04. Bis 2011 wurden sie auf den Strecken Dimitrovgrad – Dragoman – Sofija sowie Sofija – Russe eingesetzt.
In Österreich wurde die 2020.01 später, gemeinsam mit der zweiten Lieferserie der Reihe 2050, auf dem nichtelektrifizierten Abschnitt der Südbahn eingesetzt. Ende 1963 wurde sie nach über 300.000 Kilometern Einsatz in der Hauptwerkstätte St. Pölten einer Teilausbesserung unterzogen. Zu den Olympischen Winterspielen 1964 in Innsbruck wurde sie als fahrdrahtunabhängige Reserve nach Westösterreich dirigiert und bei der Zugförderungsleitung Bludenz eingesetzt, anschließend wieder nach Knittelfeld retourniert.
Nach der Vollelektrifizierung zwischen Wien Süd und Tarvisio Centrale wurde die 2020.01 ab Mai 1965 zur Zugförderungsleitung Wien Ost umstationiert, wo sie gemeinsam mit 2050ern sowie zeitweise den anderen Prototypdiesellokomotiven 2041.01 und LDE 1450 die Dampflokomotivreihen 77 und 52 von den Budapester Schnellzugleistungen zwischen Wien West und Hegyeshalom ablöste. 1968 erfolgte eine weitere Teilausbesserung in der Hauptwerkstätte St. Pölten (heute TS-Werk). Nachdem die Einheitslokomotiven Reihe 2143 die Schnellzugleistungen übernommen hatten, wurde die 2020.01 vorwiegend als Zugleitungslok eingesetzt, d. h. sie war in keinem festen Umlaufplan eingesetzt, sondern stand mit Mannschaft für Bedarfszüge oder bei Betriebsstörungen der Zugleitung, einer den ganzen Direktionsbereich umfassende Dispositionsstelle, zur Verfügung. Mit ihrer gegenüber allen übrigen Diesellokomotiven größeren Leistung sowie der Reibungsmasse von 80 t war sie eher als alle anderen in der Lage, auf elektrifizierten Strecken eine Elektrolokomotive zu ersetzen. Am 8. April 1968 ging die 2020.01 dann in das Eigentum der ÖBB über.
Durch die hohe Leistung und die damit verbundene knappe Dimensionierung einerseits und durch die Unbeliebtheit, unter der Einzelstücke allgemein leiden, andererseits häuften sich Anfang der 70er-Jahre die Schäden. 1970 lief die Lokomotive sogar eine Zeitlang mit einem Ballastgewicht als Ausgleich für ein ausgebautes Aggregat.
1972 erfolgte eine neuerliche Teilausbesserung, anlässlich derer die 2020.01 auch den blutorangen Anstrich erhielt. Weiters wurde der Heizkessel ausgebaut. Aber auch diese Überholung konnte die Störanfälligkeit nicht wesentlich herabsetzen. Vor allem die Dieselmotoren zeigten einige Schwachstellen, sodass 1975 die Maschinenanlage 2 einen Dieselmotor Typ T12c (wie Reihe 2143, jedoch mit auf 1250/min reduzierter Drehzahl und damit verminderter Leistung) erhielt, dieser stammte aus dem ausgemusterten Prototyp 2041.01. So blieb die Lokomotive weiter in Betrieb, bis im September 1977 die Anlage 1 – noch mit dem Original-T12b-Motor – wegen Motorschadens stillgelegt wurde. Mit nunmehr einer betriebsfähigen Maschinenanlage lief sie nur mehr im untergeordneten Dienst – vornehmlich für Bauzüge – weiter.
| Stationierung | von        | bis        |
| ------------- | ---------- | ---------- |
| Knittelfeld   | 27.04.1960 | 18.05.1960 |
| Graz          | 19.05.1960 | 17.09.1960 |
| Knittelfeld   | 22.12.1960 | 20.04.1961 |
| Knittelfeld   | 01.12.1961 | 02.12.1962 |
| Wien Süd      | 03.12.1962 | 09.12.1962 |
| Knittelfeld   | 10.12.1962 | 31.12.1963 |
| Bludenz       | 01.01.1964 | 27.03.1964 |
| Knittelfeld   | 28.03.1964 | 14.05.1965 |
| Wien Ost      | 15.05.1965 | 28.06.1980 |

## Ausmusterung und Verbleib

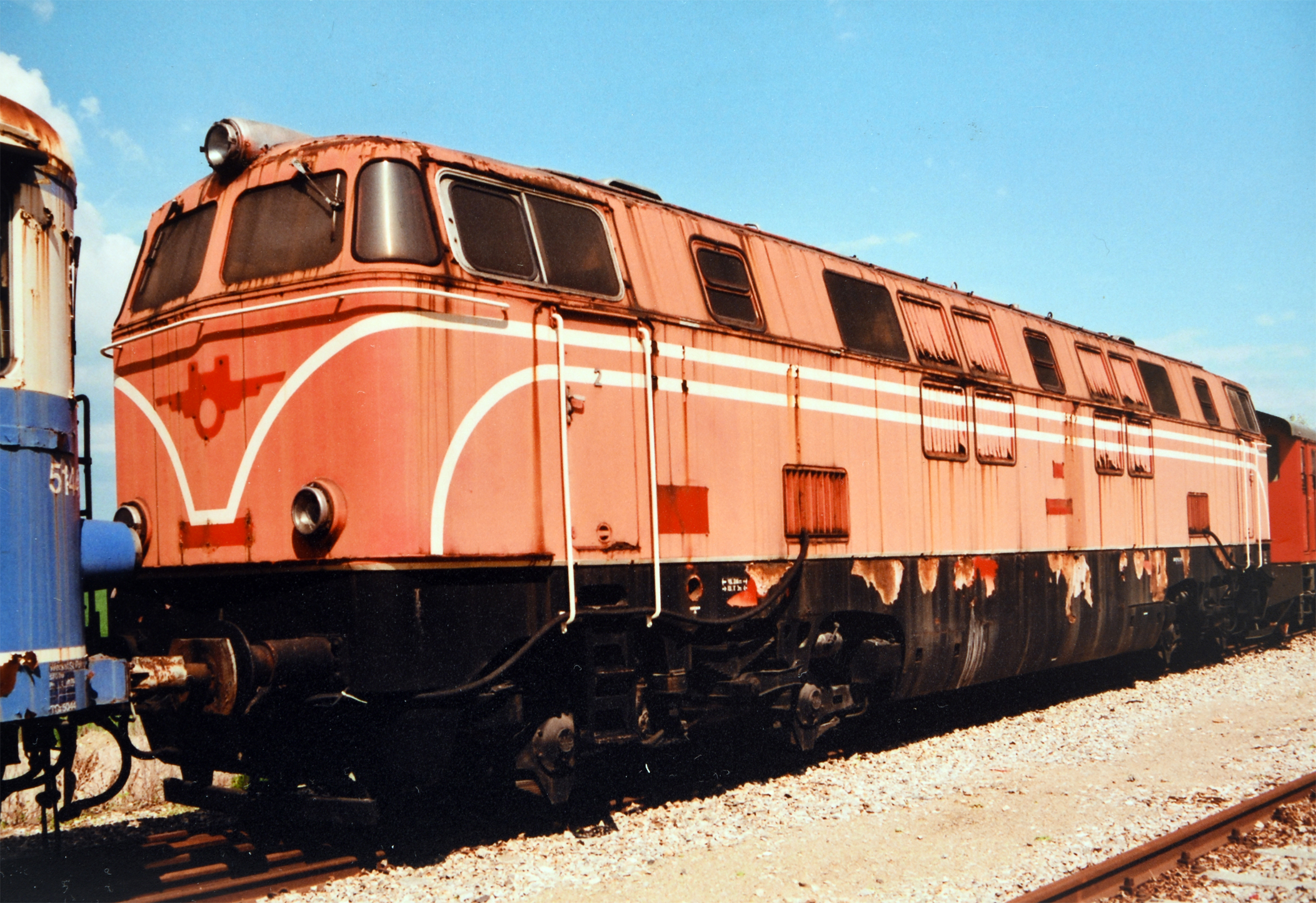
2020.01 am Gelände des ÖCD beim Bahnhof Etsdorf-Straß (2003)

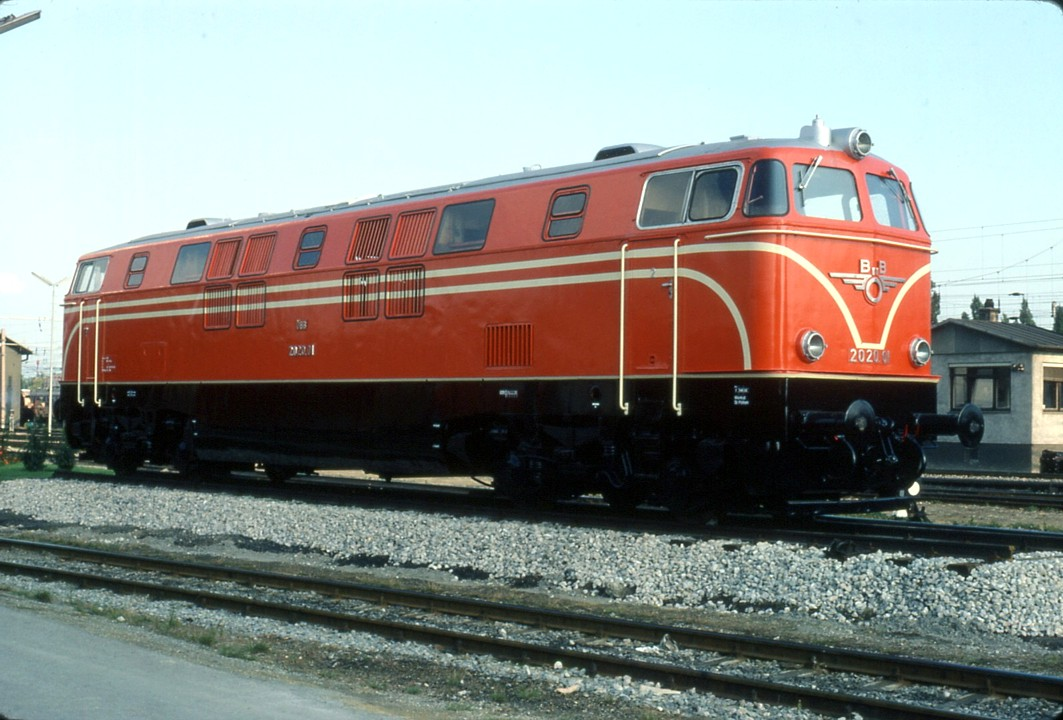
Als Denkmal in Wien-Ost (1980)

Nach einem neuerlichen Motorschaden an der einen noch tauglichen Maschinenanlage wurde die 2020.01 am 6. Mai 1980 nach einer Gesamtlaufleistung von zirka 1.150.000 km abgestellt und mit Wirksamkeit 28. Juni 1980 ausgemustert. Zunächst wurde die Lokomotive nach Ausbau der noch weiterverwendbaren Teile in der Hauptwerkstätte St. Pölten äußerlich aufgearbeitet und auf dem Gelände der Zugförderungsstelle Wien Ost als Denkmal aufgestellt. Von dort wurde sie am 27. Februar 2002 entfernt, nachdem sie an den Österreichischen Club für Diesellokgeschichte ÖCD verkauft worden war und die Abtragung des Geländes für den Bau des Hauptbahnhofes Wien in absehbare Nähe rückte. Damit blieb ihr die Verschrottung erspart, und sie wurde in der Zf. Amstetten hinterstellt. Aufgrund der Schließung der Zugförderung Amstetten musste sie von dort ebenfalls entfernt werden. 2017 war sie noch im Besitz des ÖCD.
Wegen Platzmangels wurde sie allerdings bereits 2016 nach Mistelbach übergeben und befindet sich im Nostalgiestützpunkt Mistelbach Lokalbahn des Vereins Neue Landesbahn. Dort wurde sie äußerlich aufgearbeitet und wieder mit ihrer ursprünglichen blauen Lackierung versehen.